# Annica Barsley
Annica Birgitta Teres Barsley (* 3. März 1983 in Björneborg als Annica Birgitta Teres Svensson) ist eine schwedische ehemalige Fußballspielerin, die zuletzt beim schwedischen Erstligisten Eskilstuna United unter Vertrag stand.

## Karriere
Mit der U-17-Mannschaft nahm sie 2000 am Nordic Cup teil, den sie durch einen 2:1-Finalsieg gegen Deutschland gewannen. Im Jahr darauf spielte sie für die U-19-Mannschaft.
Ihr Debüt in der Nationalmannschaft gab sie erst neun Jahre später mit 27 Jahren am 13. Juli 2010 beim 1:1 gegen die USA. Die WM 2011 war ihr erstes großes Turnier. Sie stand in allen drei Vorrundenspielen in der Startelf und erreichte mit ihrer Mannschaft ungeschlagen das Viertelfinale, wo sie auf die Australierinnen trafen. Auch hier stand Svensson wieder in der Startelf und mit dem 3:1-Sieg wurde sowohl das Halbfinale gegen Japan erreicht, als auch die Qualifikation für die Olympischen Spiele in London. Am 16. Juli 2011 gewann sie mit der Mannschaft das Spiel um Platz 3 beim 2:1-Sieg über Frankreich.
Svensson stand auch im schwedischen Kader für die Olympischen Spiele 2012. Sie kam in zwei Spielen zum Einsatz und schied im Viertelfinale aus.
2013 kam sie beim Algarve-Cup zu zwei Einwechslungen. Für die EM in ihrer Heimat wurde sie nicht nominiert, nachdem sie bei Tyresö FF ihren Stammplatz verloren hatte. Sie wechselte daraufhin zu Vittsjö GIK, wo sie die letzten neun Saisonspiele bestritt. 2014 folgte der Wechsel zum Aufsteiger Eskilstuna United. Sie wurde 2014 noch für zwei WM-Qualifikationsspiele nominiert, aber nicht eingesetzt.
Im Oktober 2018 beendete sie ihre Karriere.

## Erfolge
- 2000: Nordic-Cup-Siegerin mit der schwedischen U-17-Mannschaft
- Dritte der Weltmeisterschaft 2011
- 2012: Schwedischer Meister (Tyresö FF)

## Privatleben
Im Dezember 2018 heiratete sie ihre Mitspielerin Vaila Barsley und nahm deren Nachnamen an.